# Kreis Nordfriesland
Kreis Nordfriesland (danska: Nordfrisland, frisiska: Nordfraschlönj) är en Landkreis i det tyska förbundslandet Schleswig-Holstein. Det är Tysklands allra nordligaste Landkreis och har Husum som huvudort. Bilarna har NF på registreringsskyltarna. Här bodde 162 237 människor i december 2012.

## Geografi
Kreis Nordfriesland gränsar i norr till det danska landskapet Sønderjylland, i öster Kreis Schleswig-Flensburg (floden Treene bildar delvis naturlig gräns) och i söder Kreis Dithmarschen (floden Eider bildar delvis naturlig gräns). I väst ligger Nordsjön.
Ön Sylts nordligaste udde, Ellenbogen, är Tysklands nordligaste punkt.
De högsta "bergen" är Sandesberg i Gemeinde Ostenfeld, Husum vid Husum med 54 meter över havet och Uwe-Düne i Kampen på Sylt med 52,5 meter över havet.

Nordfrisisk flagga
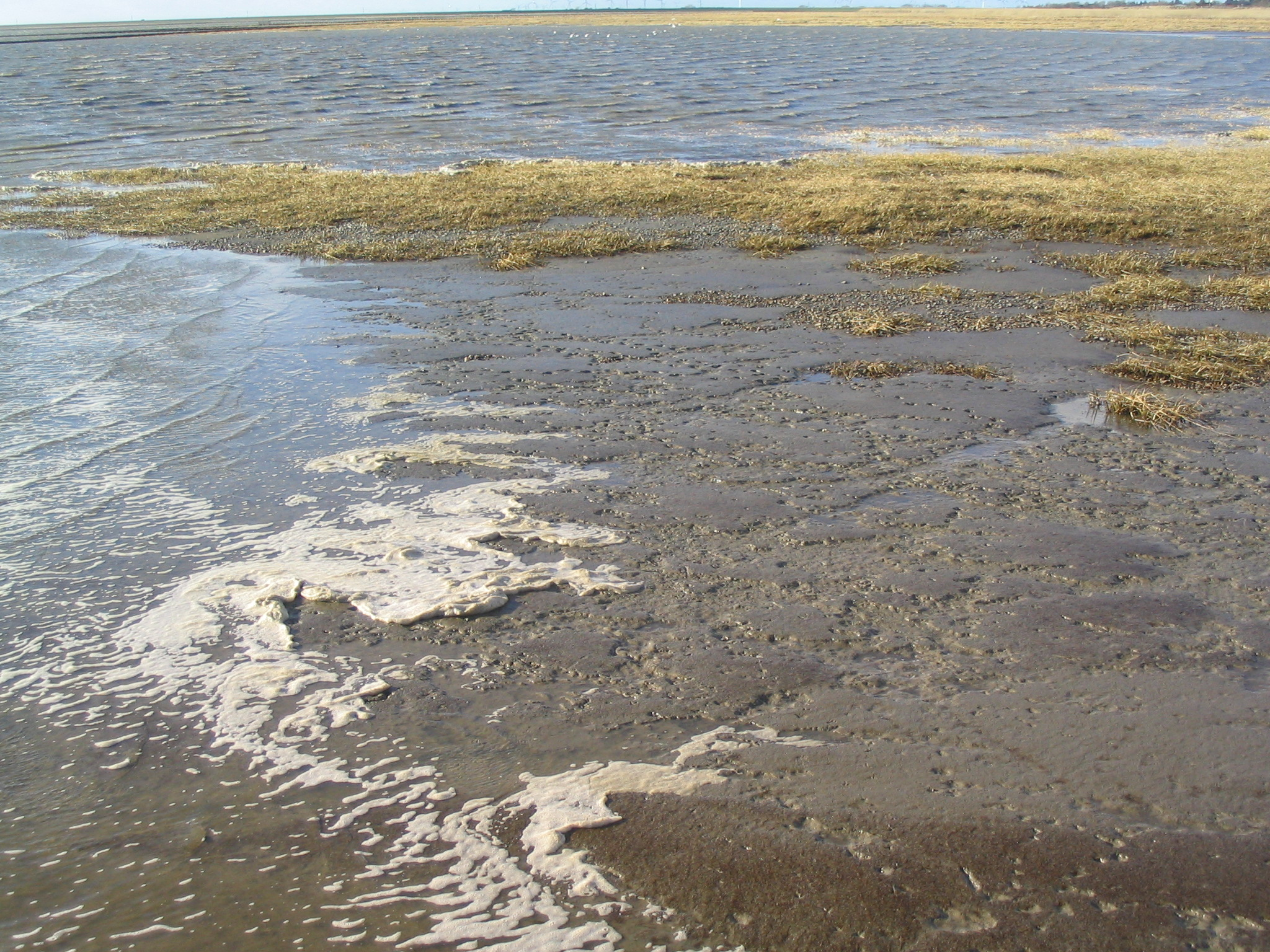
Stigande tidvatten

## Administrativ indelning
I förvaltningsrättslig mening finns i modern tid ingen skillnad mellan begreppet Stadt (stad) gentemot Gemeinde (kommun). 

### Amtsfria städer och kommuner
- Friedrichstadt (stad)
- Husum (stad)
- Reußenköge
- Tönning (stad)
- Sylt

### Amt i Kreis Nordfriesland
- Amt Eiderstedt
- Amt Föhr-Amrum
- Amt Landschaft Sylt
- Amt Mittleres Nordfriesland
- Amt Nordsee-Treene
- Amt Pellworm
- Amt Südtondern
- Amt Viöl

## Historia

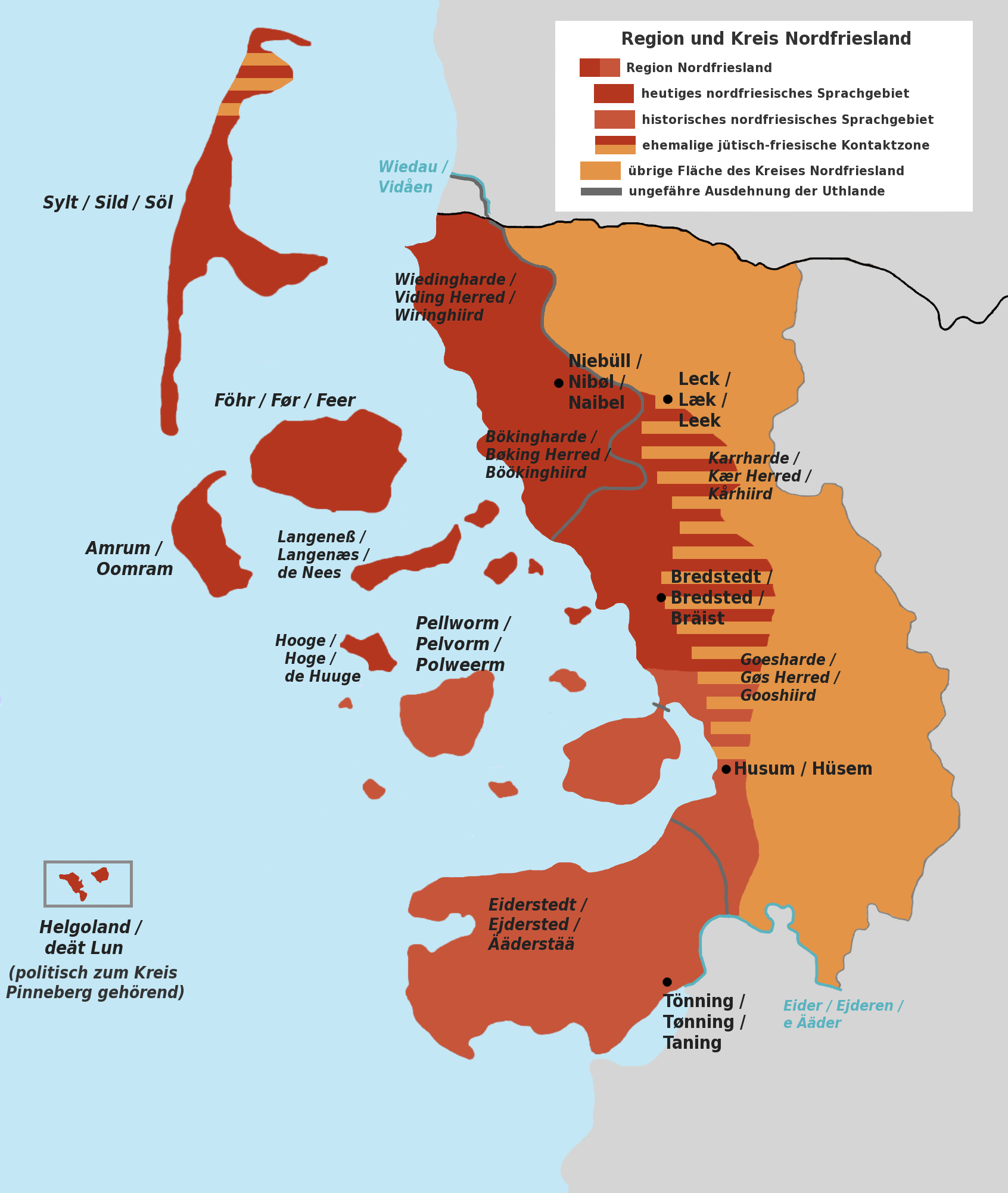
Landkreis Nordfriesland sträcker sig bortom det faktiska nordfrisiska området (röd).

Friser, som vid perioden kring Kristi födelse bott i trakterna av Friesland, expanderade under 700-talet sitt område och slog sig ned bland annat i Nordfrisland. Det nordfrisiska språket är närmast släkt med östfrisisiskan. Under det att frisernas kärnområde på 700-talet införlivades med Frankerriket förblev nordfrisernas område självständigt. Den omkring 802 instiftade Lex frisionum gällde ännu på 1400-talet i området.
Det har alltid funnits en stark havskultur i regionen. På medeltiden gjorde de många stormarna att livet här var ganska farligt. Det är endast på senare tid som man har kunnat rädda liv och land genom att bygga kraftiga barriärer. Många gamla byar som låg här förr i tiden har slukats av havet. Ett av de mest kända exemplen är den handelsstaden Rungholt, som ödelades av en av kraftig flodvåg 1362. Ön Strand förstördes i en förödande storm 1634, och sedan dess finns där ön Strand en gång låg finns nu flera små kobbar, kallade Hallig istället.
Nordfrisernas område, som ursprungligen sträckte sig från Vidå i norr till Eider i söder, delades under medeltiden i två huvuddelar: Utland som omfattade kustområdet efter ön Strand. Dessa friser kallades även strandfriser, vilket senare kom att beteckna alla nordfriser. Ett östligare områden uppe på geesten omfattande tre härad: Südergosharde, Nordergosharde och Karrharde. Under det att utlandsfriserna lydde direkt under danske kungen lydde geestfriserna under hertigen av Schleswig.
Medan geestfriserna stod under dansk lag tillämpades den frisiska lagen i Utland. Efter freden i Vordingborg 1435 införlivades hela nordfrisernas område, sånär som på västra delen av Föhr och List på Sylt i hertigdömet Schleswig.
Nordfriserna började tidigt överge det frisiska språket och övergå till lågtyska.
När området 1864 blev en del av Tyskland delades det upp i tre områden: Südtondern i norr, Husum i mitten och Eiderstedt i söder. 1970 slogs de tre områdena ihop.

## Språk
Än idag är Nordfriesland ett område där flera olika språk talas; tyska, lågtyska, nordfrisiska och danska (inklusive sydjylländska). Det finns nio olika dialekter av nordfrisiska, men används mest av äldre personer.